# Huracán Dennis
El huracán Dennis fue un huracán de formación temprana en el Mar Caribe y el golfo de México durante la temporada de huracanes del Atlántico de 2005. Dennis fue la cuarta tormenta en recibir nombre, segundo huracán, y primer huracán mayor de la temporada. En julio, este huracán estableció varias marcas por actividad temprana de huracán, convirtiéndose en la formación más temprana de un cuarto ciclón tropical y el más fuerte huracán del Atántico que se haya formado antes de agosto hasta que fue sobrepasado por el huracán Emily apenas dos semanas después.
A su paso por Granada, Haití, Jamaica, Cuba, Florida, Alabama, Misisipi, Georgia, y las regiones de Tennessee y del valle de Ohio, Dennis causó en total la muerte de 89 personas y daños por más de $4 mil millones de dólares, lo que lo colocó en uno de los huracanes más destructivos de la temporada. Como consecuencia los países afectados solicitaron a la Organización Meteorológica Mundial retirar el nombre de "Dennis" de la lista de nombres para huracanes del atlántico norte y "Don" fue el nombre que lo sustituyó en la Temporada de huracanes del Atlántico de 2011.

## Historia meteorológica

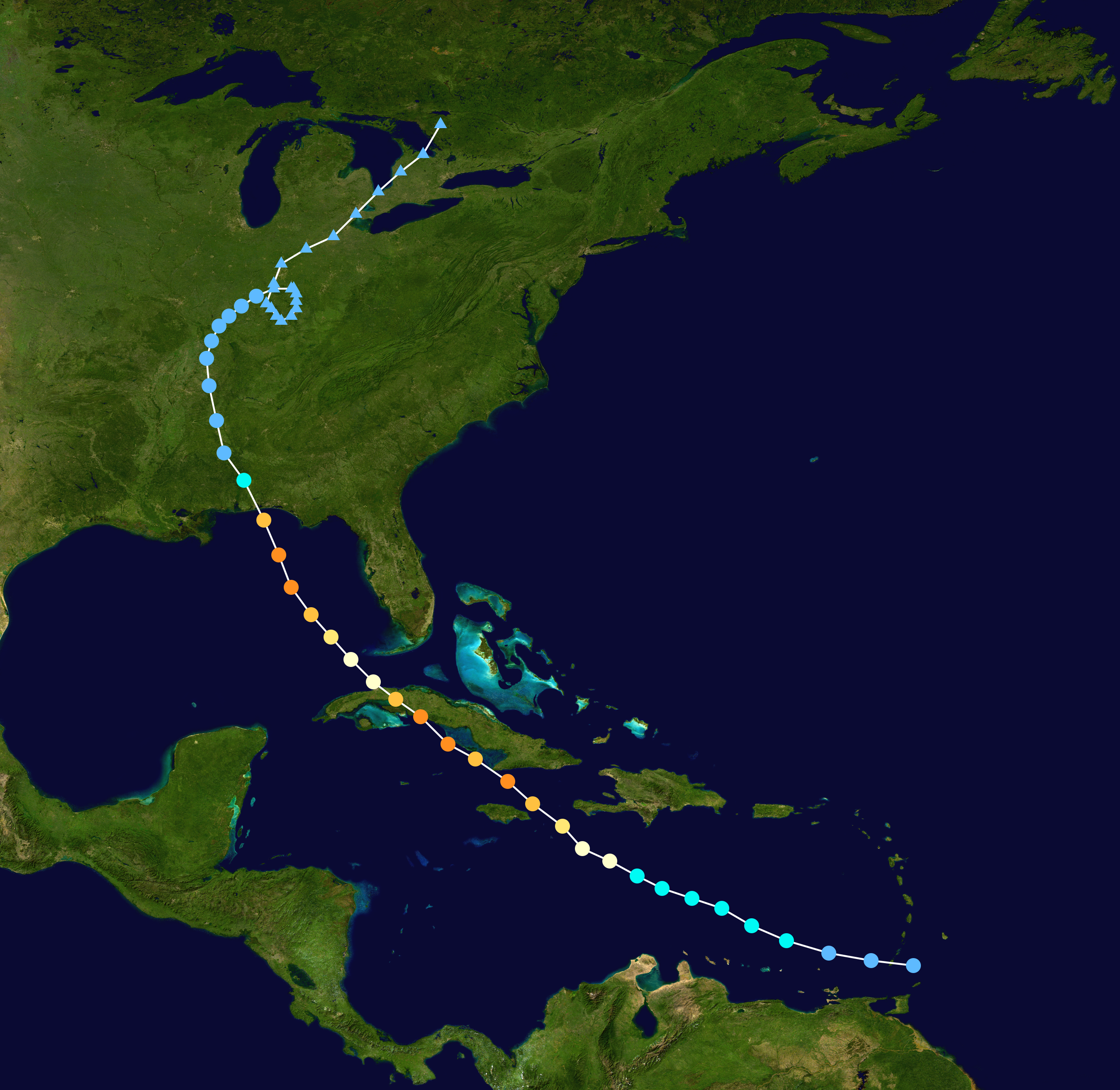
Trayectoria del huracán Dennis, perteneciente a la temporada de huracanes del Atlántico de 2005, siguiendo los colores de la escala de huracanes de Saffir-Simpson.